# 在日朝鮮人文学
在日朝鮮人文学（ざいにちちょうせんじんぶんがく）は日本へ渡った朝鮮人によって書かれた文学作品の総称である。

## 歴史

### 明治から戦中
李樹延は朝鮮政府使節団の一随員として渡日し、4年間の滞在中に聖書を朝鮮語へ翻訳し出版を行った。日清戦争後朝鮮政府から日本へ派遣された留学生から成る大朝鮮人日本留学生親睦会編集の『親睦会会報』（1896年 - 1898年）や在東京朝鮮留学生学友会による『学之光』（1914年 - 1930年）が出版された。金東仁、朱耀翰らによる文芸誌『創造』（1919年）には日本語から重訳されたモーパッサン、ツルゲーネフ、グールモンらの翻訳が載っており、ヨーロッパ文学が日本語を介して紹介された。また、外国文学専攻の留学生たちによって機関誌『海外文学』（1927年）なども刊行された。
張赫宙は朝鮮農民が窮状に堪えかねて|蜂起に至る過程を描いた『餓鬼道』（1932年）で『改造』（1932年4月）に当選したものの、当初の農村振興運動は心田開発運動という皇民化運動に変質し、皇道朝鮮研究会の委員として親日文学に関わったことで批判される。1934年秋に金史良が『光の中に』で登場し、芥川賞候補となった。この頃、洪鐘羽（筆名・青木洪）の『耕す人々の群』、韓植の詩集『高麗村』が刊行された。

### 第二次世界大戦終戦後
1950年代は金達寿が『玄海灘』や「朴達の裁判」で芥川賞候補となった。また張斗植は『鶏林』、『現実と文学』での連載を経て、『ある在日朝鮮人の記録』（1966年）に自らの体験をまとめた。
1960年代にかけて李殷直の『濁流』、金石範の『鴉の死』、金達寿の『太白山脈』が発表された。「またふたたびの道」で群像新人賞を受賞した李恢成は『砧をうつ女』で第66回芥川賞を受賞した。1980年代に入って李丞玉、金秉斗らは韓国文学の翻訳・紹介を行った。詩人の崔華国は『猫談義』を書いた。
金石範は1998年に巨編『火山島』の全7巻を完結させた。また李恢成は長編『百年の旅人たち』（1994年）で、一世を日本の植民地支配の被害者でありながら二世に被害をもたらす加害者でもあるとして描いた。『ナビ・タリョン』（1982年）によって文壇にデビューした李良枝はソウルに留学した体験から『由煕』（1988年）を書き、共同体の抑圧性や確固たるアイデンティティーの存在に疑問を投げかけ、これにより1988年度下半期芥川賞を受賞した。また鷺沢萠も韓国への語学留学の体験をエッセイ集『ケナリも花、サクラも花』（1994年）にまとめ、中編小説『君はこの国を好きか』（1997年）で、在日出自の留学生の韓国体験と受容を批評的に描いた。
デビュー作『凍える口』で日本人と朝鮮人の両者からのナショナル・アイデンティティの強制を描いた金鶴泳は『郷愁は終り、そしてわれらは―』（1983年）を書いた後、1985年1月4日に自殺した。劇作をしていた柳美里は1994年に『石に泳ぐ魚』で小説家としてデビュー、『家族シネマ』で1996年度下半期芥川賞を、『フルハウス』で泉鏡花文学賞および野間文芸新人賞を受賞した。また玄月も『蔭の棲みか』で1999年度下半期芥川賞を受賞した。『タクシードライバー日誌』（1984年）を書いた梁石日は『族譜の果て』（1989年）、『血と骨』（1996年）などで凄まじい家族史を描いている。任展慧は長年の研究成果を博士論文『日本における朝鮮人の文学の歴史―1945年まで』（1994年）にまとめた。
姜信子は『ごく普通の在日韓国人』（1987年）を書いた。自らのバックグラウンドをコリアン・ジャパニーズとし、「従来の在日文学では自分のアイデンティティの危機は救われなかった」と語った金城一紀は、2000年に『GO』で直木賞を受賞した。
2016年には崔実が「ジニのパズル」で群像新人賞を受賞し、芥川賞候補にもなった。
2017年には金村詩恩が、韓国へのヘイトサイト事件を契機として『私のエッジから観ている風景』を出版した。